# Huskies de Rouyn-Noranda
Huskies de Rouyn-Noranda är ett kanadensiskt proffsjuniorishockeylag som spelar i Ligue de hockey junior majeur du Québec (LHJMQ) sedan 1996. De har dock sitt ursprung från 1933 när Canadien junior de Montréal grundades, det har dock förekommit flertal namnändringar under årens lopp. Laget spelar sina hemmamatcher i Aréna Iamgold, som har en publikkapacitet på 3 500 åskådare vid ishockeyarrangemang, i Rouyn-Noranda i Québec. Huskies har vunnit en vardera av Trophée Jean Rougeau, som delas ut till det lag som vinner grundserien, och Coupe du Président, som delas ut till vinnaren av slutspelet, för säsongen 2015–2016. De har dock ännu inte vunnit någon Memorial Cup, CHL:s slutspel mellan säsongens mästare i LHJMQ, OHL och WHL samt ett värdlag.
Laget har fostrat spelare som Sven Andrighetto, Siarhej Astaptjuk, Alexandre Bolduc, Marc-André Bourdon, Jordan Caron, Jean-Sébastien Dea, Nicolas Deslauriers, Pascal Dupuis, Alexandre Giroux, A.J. Greer, János Hári, Nikita Kutjerov, Timo Meier, Liam O'Brien, Mike Ribeiro, Giulio Scandella och Maxime Talbot.